# .38-40 Winchester
El Winchester .38-40 ( 10,17x33 mmR ) es en realidad de calibre .40 (10 mm) que dispara un proyectil de .401 pulgadas (10,2 mm) y que fue introducido por Winchester en 1874, basándose en el .44-40 Winchester. No es particularmente adecuado para la caza mayor, pero fue popular cuando se introdujo, junto con el anterior para la caza de ciervos. Se puede utilizar con éxito en animales de caza más pequeños y para defensa personal. Las cargas actuales están destinadas a revólveres . 

## Performance
Aunque se presentó como un cartucho "completo", las fuentes tradicionales sugieren que el .38-40 no es adecuado para la caza mayor.  Balísticamente, las cargas comerciales 'vaqueras' son similares a las mucho más nuevas .40 S&W, y comparten el mismo diámetro y peso de bala y velocidad similar.  Se encuentra disponible comercialmente un número limitado de cargas de caza, que producen aproximadamente un 25% más de energía de boca que la munición objetivo más común. 

## Dimensiones

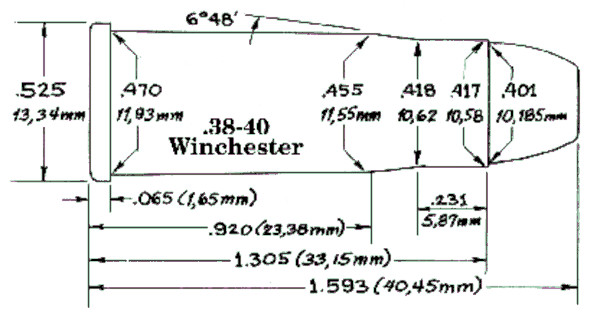